# Mieskatjärnarna (Hotagens socken, Jämtland, 713714-141949)
Mieskatjärnarna är en sjö i Krokoms kommun i Jämtland och ingår i Ångermanälvens huvudavrinningsområde. Sjön har en area på 0,0633 kvadratkilometer och ligger 799,8 meter över havet. Mieskatjärnarna ligger i Gråberget-Hotagsfjällen Natura 2000-område.

## Delavrinningsområde
Mieskatjärnarna ingår i det delavrinningsområde (713649-141874) som SMHI kallar för Mynnar i Mieskabäcken. Medelhöjden är 834 meter över havet och ytan är 6,79 kvadratkilometer. Det finns inga avrinningsområden uppströms utan avrinningsområdet är högsta punkten. Vattendraget som avvattnar avrinningsområdet har biflödesordning 6, vilket innebär att vattnet flödar genom totalt 6 vattendrag innan det når havet efter 315 kilometer. Avrinningsområdet består mestadels av öppen mark (62 procent) och kalfjäll (37 procent). Avrinningsområdet har 0,06 kvadratkilometer vattenytor vilket ger det en sjöprocent på 0,9 procent.